# ソバト川

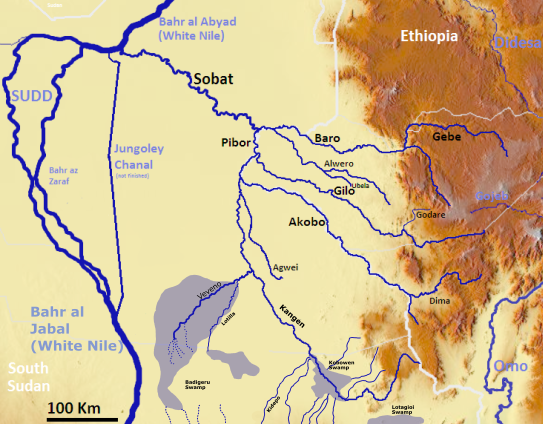
地図

ソバト川（ソバトがわ、英語: Sobat River）はアフリカ東北部の南スーダンを流れる川。ナイル川水系の河川で、上ナイル州マラカル近くのw:Dolieb Hillで白ナイル川に注ぐ。ソバト川は南スーダンとエチオピアとの国境で西流するバロ川と北流するピボル川との合流により形成される。
洪水時、ソバト川は白色の堆積物を大量に流し、それが白ナイル川の名前の由来となっている。
ソバト川の長さは約354km、支流を含めた流域面積は約225,000 km2であり、平均流量は毎秒412m3である。